# 다비트 코스텔레츠키
다비트 코스텔레츠키(체코어: David Kostelecký, 1975년 5월 12일~)는 체코의 사격 선수로 주 종목은 트랩이다. 2008년 하계 올림픽 트랩 종목에서 금메달을 획득했다. 또한 2006년에 열린 ISSF 월드컵에서 2위를 차지하기도 했다.

## 올림픽 셩적
| 종목 | 1996     | 2000       | 2004 | 2008        |
| ---- | -------- | ---------- | ---- | ----------- |
| 트랩 | 31위 118 | 6위 116+22 | —    | 금 · 121+25 |